# لانارشي

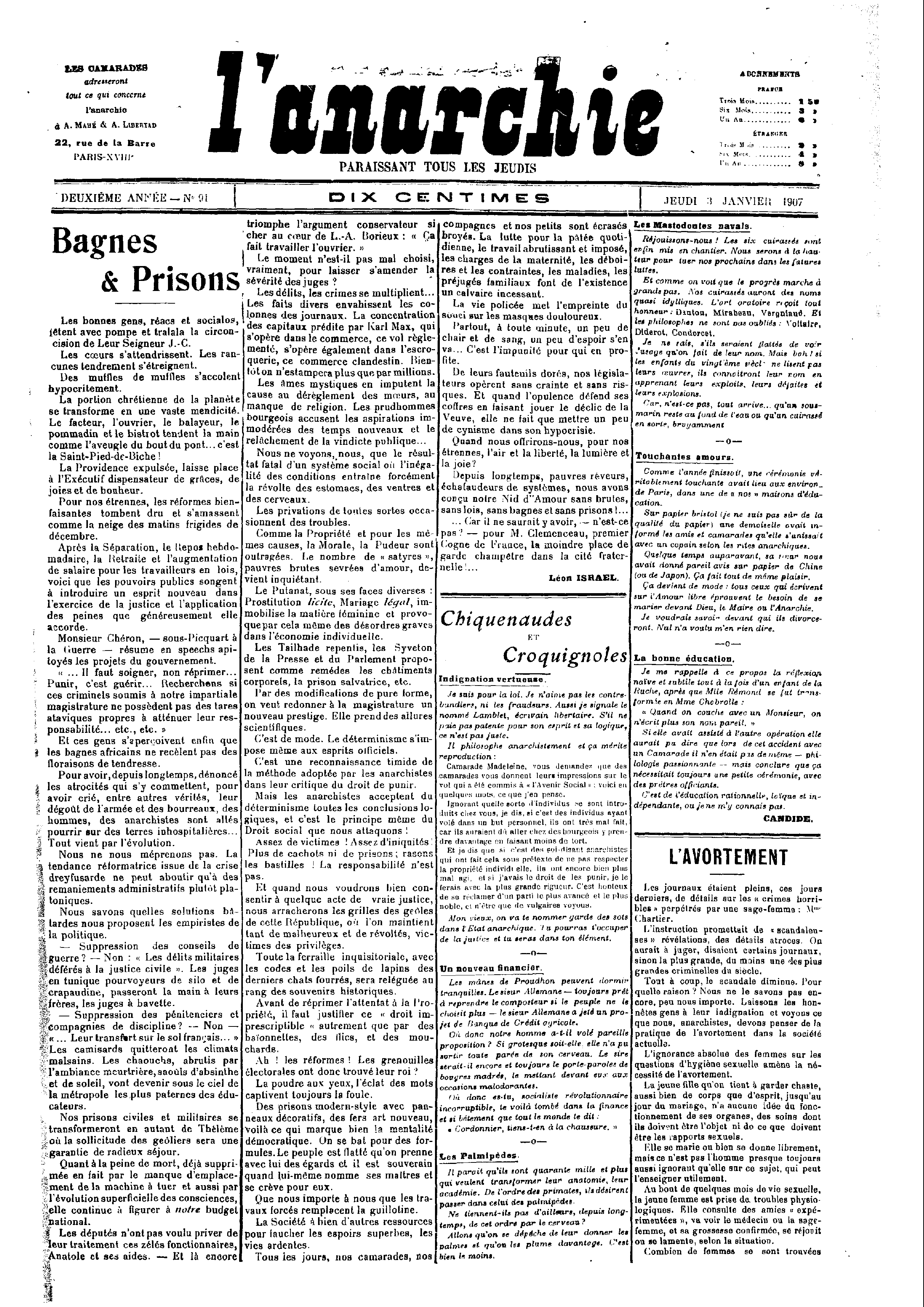
لانارشي في الثالث من يناير 1907

لانارشي (بالفرنسية: L'anarchie) هي صحيفة لاسلطوية فردية فرنسية أُنشأت في أبريل من سنة 1905 على يد ألبرت ليبرتاد. بالإضافة إلى ليبرتاد، كان كلٌّ من إميل آرماند، أندري لوريلو، إميلي لاموت، رايموند كالمين وفيكتور سرج من المساهين في الصحيفة.